# Mühlregal
Als Mühlregal (von iura regalia = königliche Rechte, Regalien) bezeichnete man ab dem 9. Jahrhundert ein dem Landes- oder Grundherrn zustehendes Hoheitsrecht bezüglich des Baus und der Unterhaltung von Wassermühlen sowie deren Nutzung (Mühlenrecht). Auch die ab Ende des 12. Jahrhunderts aufkommenden Windmühlen fielen darunter.
Seit dem Mittelalter zählt das Mühlregal zu den grundherrlichen Rechten. Der Grundherr war gleichzeitig Inhaber des sogenannten Mühlenbannrechts, das ihm ermöglichte, den Bau weiterer Mühlen in einem bestimmten Umkreis zu verbieten, so dass ein Gebietsmonopol entstand.
Darüber hinaus konnte er durch den sog. Mahl- oder Mühlenzwang die Untertanen verpflichten, ihr Getreide ausschließlich in der Mühle des Grundherren mahlen zu lassen, was einen Benutzungszwang darstellte. Für das Mahlen des Mehls entrichteten die Untertanen dem Müller einen Mahllohn in Naturalien, das heißt, indem sie ihm einen Teil des Mahlgutes überlassen mussten.
Zusätzlich bezog der Grundherr in manchen Territorien von dem Müller, der die Mühle als Reallehen empfangen hatte, einen Lehenzins in Form von Geld oder Naturalleistungen, im Regelfall gemahlenes Korn, aber auch andere Güter. Im Kurfürstentum Sachsen wurde beispielsweise im Jahr 1766 der sog. Mahlgroschen eingeführt.
Ab dem 13. Jahrhundert durften sich die Stadtmüller in Zünften zusammenschließen (Straßburg 1263, Worms 1281).